# Rainer Scheithauer

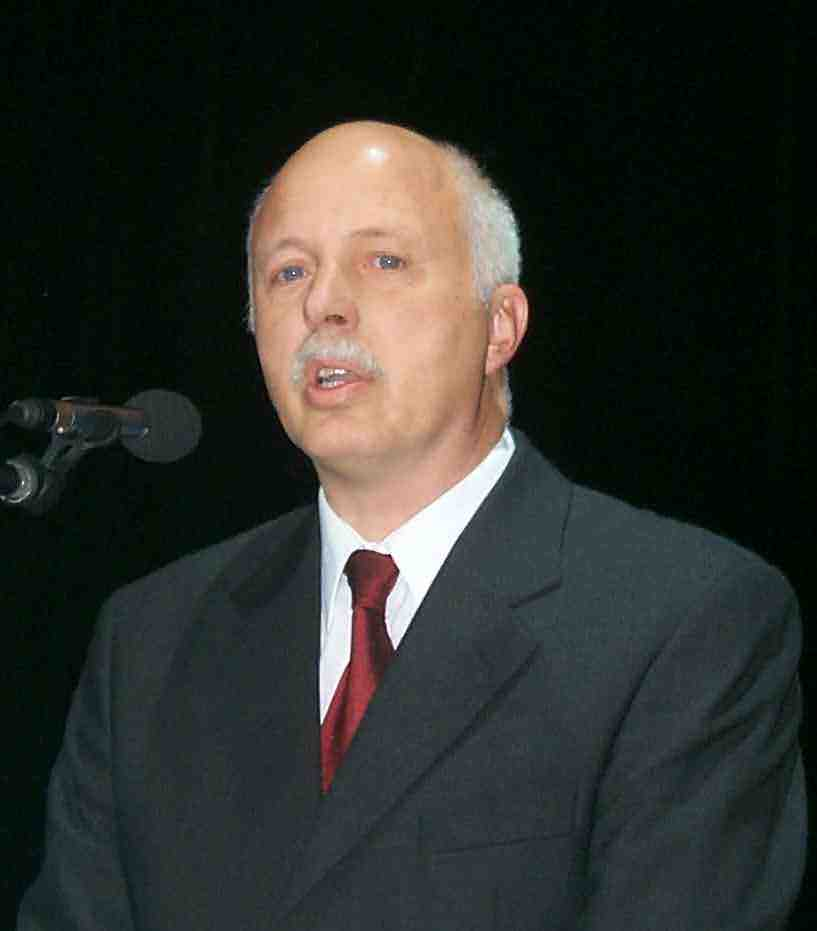
Rainer Scheithauer

Rainer Scheithauer (* 29. August 1953 in Apen; † 18. Dezember 2005 in Königsfeld im Schwarzwald) war ein deutscher Regelungstechniker und Professor für Nachrichtentechnik. Scheithauer war ab 1999 Rektor der Hochschule Furtwangen University (HFU) und war maßgeblich am Ausbau der Furtwanger Hochschule beteiligt.

## Leben
Scheithauer studierte an der Technischen Hochschule Hannover und wurde 1985 mit der Arbeit Robuste optimale Regelung einer Klasse zustandsbeschränkter verteiltparametrischer Systeme promoviert. Zunächst war Scheithauer in leitender Position in der Produktentwicklung der G. Kromschröder AG in Osnabrück tätig, die sich zu der Zeit mehrheitlich im Besitz der Ruhrgas AG befand. Scheithauer wurde 1993 Professor an der Fachhochschule und lehrte Regelungs- und Systemtheorie. 1999 wurde Scheithauer Rektor der Fachhochschule Furtwangen und Nachfolger von Walter Zahradnik. Er engagierte sich insbesondere für den Um- und Ausbau der Fachhochschule Furtwangen (FHF) – mit Außenstelle in Schwenningen – zur Hochschule Furtwangen University (HFU).
2004 gründete er als Rektor der Hochschule Furtwangen University die „European Net-Trainers Association“, der neben der tele-akademie der Hochschule Furtwangen University der Collegeverbund South-Yorkshire SYFEC sowie der Trainingsanbieter ID3 aus Toulouse angehört und postgraduale Weiterbildungsprogramme angeboten werden. Scheithauer war zudem Beiratsmitglied der Initiative „Virtuelle Hochschule Bayern“.
Scheithauer wurde in seiner Wohnung in Königsfeld-Buchenberg von einem Apotheker aus Villingen erschossen und hinterließ eine Frau und drei Kinder. Die Polizei ging von einem eskalierten Konflikt in einem „Beziehungsgeflecht“ aus.

## Veröffentlichungen
- Rainer Scheithauer: Signale und Systeme, Teubner 2005, ISBN 3-519-16425-6
- Ulrich Riefenstahl, Jürgen Meins, Rainer Scheithauer, Hermann Weidenfeller: Elektrische Antriebstechnik, Teubner 2006, ISBN 3-8351-0029-7